# August zu Eulenburg
August Ludwig Traugott Botho Graf zu Eulenburg ( 22 oktober 1838 in Konigsbergen - 16 juni 1921 in Berlijn) was een Pruisisch militair en hoveling.

## Levensloop
August was een zoon van de Pruisische premier Botho Heinrich zu Eulenburg en Therese Gräfin Dönhoff. Zijn broer was Botho zu Eulenburg.
Na het gymnasium werd de jonge Pruisische aristocraat, zoals toen gebruikelijk voor jongemannen van zijn afkomst, op 1 november 1856 grenadier in het elitaire Eerste Garde-Regiment te voet. Op 13 april 1858 werd hij als Pruisisch officier beëdigd. Hij maakte carrière aan het hof in plaats van in het leger. Zo was hij toegevoegd aan het gevolg van de latere keizer Frederik III van Duitsland, en na 1868 hofmaarschalk.
Van 1879 tot 1890 was hij als lid van de Pruisische "General-Ordenskommission" verantwoordelijk voor het Pruisische decoratiebeleid. Van 1890 tot 1914 was hij ook opperceremoniemeester, opperhofmaarschalk en huismaarschalk van Wilhelm II van Duitsland.
In 1889 was hij als kolonel uit de actieve dienst ontslagen maar de officieren à la suite van de Europese vorsten werden gewoonlijk periodiek bevorderd zonder dat zij actief in de strijdkrachten waren. In 1891 werd August zu Eulenburg generaal-majoor, in 1895 luitenant-generaal en op 18 oktober 1904 generaal der Infanterie à la suite.  Van 1907 tot 1918 was Eulenburg minister van het Koninklijk Huis. Graf Eulenburg was een van de hovelingen rond Wilhelm II die zijn koninklijke meester door vleierij en een te weinig kritische houding in staat stelden om zich met zijn botheid en agressiviteit in heel Europa onbemind te maken.
Na de val van de Pruisische monarchie was August zu Eulenburg tot aan zijn dood de "Generalbevollmächtigter des Hohenzollernhauses" tijdens de langdurige en ingewikkelde scheiding van het vermogen en de passiva van het voormalige regerende Huis Hohenzollern.

## Onderscheidingen
In de Frans-Duitse oorlog van 1870 verwierf August zu Eulenburg het IJzeren Kruis IIe Klasse en de ijzeren Oorlogsherdenkingsmunt voor de veldtochten van 1870 en 1871 met vijf gespen voor evenveel gevechten. De Pruisische koning maakte hem ridder in de Hoge Orde van de Zwarte Adelaar en grootkruis in de Orde van de Rode Adelaar..
Het was en is gebruikelijk dat hovelingen van de rang van Eulenburg door bezoekende en de door het Pruisische hof bezochte vorsten met hoge onderscheidingen werden bedacht. Ook de ambassadeurs en gezanten van de door hem bij de Duitse en Pruisische koningen en keizers geïntroduceerde ambassadeurs, ministers en gezanten droegen hem bij hun regeringen voor.
- Grootkruis in de Kroonorde van Württemberg. 1892[2].
- Grootkruis in de Orde van de Eikenkroon van Luxemburg
- de Orde van de Württembergse Kroon
- Orden van de Zähringer Leeuw van Baden
- Orde van de Wendische Kroon van Mecklenburg
- Leopoldorde van Oostenrijk
- De Orde van de Olifant van Denemarken
- Dannebrogorde van Denemarken
- Legioen van Eer van Frankrijk
- Orde van Sint-Olaf van Noorwegen
- Orde van Sint-Stefanus van Hongarije
- Orde van de Ster van Roemenië
- Orde van Mejidie van Turkije